# Malthonica parvula
Malthonica parvula är en spindelart som först beskrevs av Tord Tamerlan Teodor Thorell 1875.  Malthonica parvula ingår i släktet Malthonica och familjen trattspindlar.
Artens utbredningsområde är Italien. Inga underarter finns listade i Catalogue of Life.